# Harold Grad
Harold Grad (* 23. Januar 1923 in New York City; † 17. November 1986) war ein US-amerikanischer angewandter Mathematiker, der sich mit Magnetohydrodynamik (Plasmaphysik) und statistischer Mechanik beschäftigte.
Grad studierte (nach einem Bachelor als Elektroingenieur an der Cooper Union 1943) an der New York University, wo er 1945 seinen Master-Abschluss machte und 1948 bei Richard Courant promovierte (Approximation in the Boltzmann Equation by Moments). Danach war er am Courant Institute of Mathematical Sciences of New York University (ab 1948 als Associate Professor, von 1957 bis zu seinem Tod als Professor an der New York University), wo er die Forschung in Magnetohydrodynamik, der mathematischen Formulierung der Plasmaphysik, leitete, mit Anwendungen speziell in der Forschung zur Kernfusion. Dabei entwickelte er zusammen mit Witali Dmitrijewitsch Schafranow die Grad-Shafranov-Gleichung. Er leitete die Magnetohydrodynamik-Abteilung des Courant Institute von 1956 bis 1980. In der statistischen Mechanik entwickelte er schon in seiner Dissertation neue Methoden zur Lösung der Boltzmann-Gleichung. 1964 bis 1967 und 1974 bis 1977 war er Mitglied des Advisory Committee for Fusion Energy am Oak Ridge National Laboratory.
1986 erhielt er den James-Clerk-Maxwell-Preis für Plasmaphysik der American Physical Society. Seit 1970 war er Mitglied der National Academy of Sciences. 1970 war er Invited Speaker auf dem Internationalen Mathematikerkongress in Nizza (Mathematical problems arising in plasma physics) und 1962 in Stockholm (Mathematical problems of magneto-fluid dynamics and plasma physics).

## Schriften
- Magnetic properties of contained plasma, New York Academy of Sciences 1971
- Principles of the kinetic theory of gases, in Siegfried Flügge (Herausgeber) Handbuch der Physik, Bd. 12, 1958